# Dortmund Giants
I Dortmund Giants sono una squadra di football americano di Dortmund, in Germania, fondata nel 1980.

## Dettaglio stagioni

### Tornei nazionali

#### Campionato

##### Bundesliga
| Stagione | regular season | regular season | regular season | regular season | regular season | regular season | playoff | playoff | playoff | playoff | playoff | playoff          | playoff            |
|          | Vin            | Par            | Per            | Tot            | PF             | PS             | Vin     | Per     | Tot     | PF      | PS      | risultato        | avversaria         |
| -------- | -------------- | -------------- | -------------- | -------------- | -------------- | -------------- | ------- | ------- | ------- | ------- | ------- | ---------------- | ------------------ |
| 1981     | 3              | 0              | 9              | 12             | 85             | 358            | -       | -       | -       | -       | -       | -                | -                  |
| 1985     | 3              | 0              | 11             | 14             | 121            | 348            | -       | -       | -       | -       | -       | -                | -                  |
| 1986     | 8              | 0              | 2              | 10             | 251            | 127            | 0       | 1       | 1       | 7       | 23      | Wild Card        | Bonner Jets        |
| 1987     | 5              | 0              | 5              | 10             | 215            | 182            | 1       | 1       | 2       | 34      | 72      | Quarti di finale | Badener Greifs     |
| 1988     | 8              | 0              | 2              | 10             | 484            | 236            | 1       | 1       | 2       | 50      | 50      | Quarti di finale | Ansbach Grizzlies  |
| 1989     | 8              | 0              | 2              | 10             | 412            | 172            | 2       | 1       | 3       | 88      | 73      | Semifinale       | Berlin Adler       |
| 1990     | 7              | 0              | 3              | 10             | 374            | 177            | 0       | 1       | 1       | 0       | 52      | Wild Card        | Red Barons Cologne |
| 1991     | 4              | 0              | 10             | 14             | 386            | 495            | -       | -       | -       | -       | -       | -                | -                  |
| 1992     | 4              | 0              | 8              | 12             | 269            | 450            | -       | -       | -       | -       | -       | -                | -                  |
| 1993     | 0              | 0              | 14             | 14             | 142            | 726            | -       | -       | -       | -       | -       | -                | -                  |
| Totale   | 50             | 0              | 66             | 116            | 2739           | 3271           | 4       | 5       | 9       | 179     | 270     |                  |                    |

Fonti: Enciclopedia del Football - A cura di Roberto Mezzetti

##### 2. Bundesliga
| Stagione | regular season | regular season | regular season | regular season | regular season | regular season | playoff | playoff | playoff | playoff | playoff | playoff   | playoff    |
|          | Vin            | Par            | Per            | Tot            | PF             | PS             | Vin     | Per     | Tot     | PF      | PS      | risultato | avversaria |
| -------- | -------------- | -------------- | -------------- | -------------- | -------------- | -------------- | ------- | ------- | ------- | ------- | ------- | --------- | ---------- |
| 1982     | ?              | ?              | ?              | ?              | ?              | ?              | ?       | ?       | ?       | ?       | ?       | ?         | ?          |
| 1983     | 6              | 0              | 8              | 14             | 179            | 269            | -       | -       | -       | -       | -       | -         | -          |
| 1984     | 10             | 0              | 1              | 11             | 362            | 92             | -       | -       | -       | -       | -       | -         | -          |
| 1994     | 5              | 1              | 4              | 10             | 260            | 189            | -       | -       | -       | -       | -       | -         | -          |
| 1997     | 6              | 0              | 6              | 12             | 254            | 247            | -       | -       | -       | -       | -       | -         | -          |
| 1998     | 8              | 0              | 6              | 14             | 261            | 304            | -       | -       | -       | -       | -       | -         | -          |
| 1999     | 1              | 0              | 9              | 10             | 184            | 376            | -       | -       | -       | -       | -       | -         | -          |
| 2000     | 4              | 1              | 7              | 12             | 261            | 325            | -       | -       | -       | -       | -       | -         | -          |
| 2001     | 8              | 0              | 4              | 12             | 315            | 248            | -       | -       | -       | -       | -       | -         | -          |
| Totale   | 48+?           | 2+?            | 45+?           | 95+?           | 2076+?         | 2050+?         | ?       | ?       | ?       | ?       | ?       |           |            |

Fonti: Enciclopedia del Football - A cura di Roberto Mezzetti

##### Regionalliga
| Stagione | regular season | regular season | regular season | regular season | regular season | regular season | playoff | playoff | playoff | playoff | playoff | playoff   | playoff    |
|          | Vin            | Par            | Per            | Tot            | PF             | PS             | Vin     | Per     | Tot     | PF      | PS      | risultato | avversaria |
| -------- | -------------- | -------------- | -------------- | -------------- | -------------- | -------------- | ------- | ------- | ------- | ------- | ------- | --------- | ---------- |
| 1995     | 5              | 0              | 5              | 10             | 210            | 146            | -       | -       | -       | -       | -       | -         | -          |
| 1996     | 11             | 0              | 0              | 11             | 414            | 97             | -       | -       | -       | -       | -       | -         | -          |
| 2004     | 0              | 0              | 8              | 8              | 46             | 275            | -       | -       | -       | -       | -       | -         | -          |
| 2005     | 2              | 0              | 10             | 12             | 136            | 332            | -       | -       | -       | -       | -       | -         | -          |
| 2007     | 4              | 0              | 8              | 12             | 151            | 236            | -       | -       | -       | -       | -       | -         | -          |
| 2008     | 3              | 0              | 7              | 10             | 141            | 315            | -       | -       | -       | -       | -       | -         | -          |
| 2010     | 4              | 1              | 5              | 10             | 174            | 181            | -       | -       | -       | -       | -       | -         | -          |
| 2011     | 6              | 0              | 6              | 12             | 248            | 274            | -       | -       | -       | -       | -       | -         | -          |
| 2012     | 4              | 0              | 6              | 10             | 184            | 204            | -       | -       | -       | -       | -       | -         | -          |
| 2013     | 1              | 1              | 8              | 10             | 56             | 205            | -       | -       | -       | -       | -       | -         | -          |
| 2014     | 0              | 0              | 10             | 10             | 43             | 402            | -       | -       | -       | -       | -       | -         | -          |
| 2017     | 0              | 0              | 10             | 10             | 43             | 401            | -       | -       | -       | -       | -       | -         | -          |
| Totale   | 40             | 2              | 83             | 125            | 1846           | 3068           | -       | -       | -       | -       | -       |           |            |

Fonti: Enciclopedia del Football - A cura di Roberto Mezzetti

##### Oberliga
| Stagione | regular season | regular season | regular season | regular season | regular season | regular season | playoff | playoff | playoff | playoff | playoff | playoff   | playoff                 |
|          | Vin            | Par            | Per            | Tot            | PF             | PS             | Vin     | Per     | Tot     | PF      | PS      | risultato | avversaria              |
| -------- | -------------- | -------------- | -------------- | -------------- | -------------- | -------------- | ------- | ------- | ------- | ------- | ------- | --------- | ----------------------- |
| 2003     | 8              | 0              | 2              | 10             | 324            | 181            | -       | -       | -       | -       | -       | -         | -                       |
| 2006     | 7              | 0              | 1              | 8              | 202            | 52             | 1       | 1       | 2       | 45      | 13      | Campioni  | Bergisch Gladbach Lions |
| 2009     | 10             | 0              | 0              | 10             | 372            | 121            | -       | -       | -       | -       | -       | -         | -                       |
| 2015     | 3              | 0              | 7              | 10             | 126            | 176            | -       | -       | -       | -       | -       | -         | -                       |
| 2016     | 9              | 0              | 1              | 10             | 196            | 77             | -       | -       | -       | -       | -       | -         | -                       |
| 2018     | 6              | 0              | 4              | 10             | 190            | 167            | -       | -       | -       | -       | -       | -         | -                       |
| 2019     | 2              | 0              | 8              | 10             | 118            | 247            | -       | -       | -       | -       | -       | -         | -                       |
| Totale   | 45             | 0              | 23             | 68             | 1528           | 1021           | 1       | 1       | 2       | 45      | 13      |           |                         |

Fonti: Enciclopedia del Football - A cura di Roberto Mezzetti

##### Verbandsliga
| Stagione | regular season | regular season | regular season | regular season | regular season | regular season | playoff | playoff | playoff | playoff | playoff | playoff   | playoff    |
|          | Vin            | Par            | Per            | Tot            | PF             | PS             | Vin     | Per     | Tot     | PF      | PS      | risultato | avversaria |
| -------- | -------------- | -------------- | -------------- | -------------- | -------------- | -------------- | ------- | ------- | ------- | ------- | ------- | --------- | ---------- |
| 2002     | 8              | 0              | 0              | 8              | 518            | 68             | -       | -       | -       | -       | -       | -         | -          |
| Totale   | 8              | 0              | 0              | 8              | 518            | 68             | -       | -       | -       | -       | -       |           |            |

Fonti: Enciclopedia del Football - A cura di Roberto Mezzetti